# Oslikane stijene Kondoe
Oslikane stijene Kondoe naziv je za brojne arheološke lokalitete, plitke špilje iznad stepe, na čijim stijenama se nalaze brojne prapovijesne slikarije. Lokalitet se nalazi na istočnim Masai liticama Velike rasjedne doline, na autoputu Kondoa-Arusha, oko 20 km sjeverno od grada Kondoa (Kondoa Mjini). Na gotovo vertikalnim liticama sedimentnih stijena, na površini od 2,336 km², nalazi se 150 prirodnih zaklona sa slikama za koje se vjeruje da su stare do 2.000 godina. Na njima su prikazane izdužene figure ljudi, životinja i prizori lova. Mnoge su visoke umjetničke vrijednosti i prikazuju sekvence koje pružaju jedinstveno svjedočenje o promjeni društveno-ekonomske kulture od lovaca-skupljača na poljoprivredno-stočarski način života, te uvjerenja i ideje povezane s različitim društvima. Neka od skloništa se još uvijek smatraju ritualima povezani s ljudima koji žive u njihovoj blizini, odražavajući kontinuitet njihovih vjerovanja, rituala i kozmološke tradicije. Zbog toga su ovi lokaliteti upisani na UNESCO-ov popis mjesta svjetske baštine u Africi 2006. godine.

## Poveznice
Slični lokaliteti u Africi:
- Tsodilo (Bocvana)
- Tadrart Akakus (Libija)
- Tasili n'Adžer (Alžir)
- Chongoni (Malavi)
- Ténéré (Niger)

## Vanjske poveznice
- roughguides.com  Arhivirana inačica izvorne stranice od 28. lipnja 2010. (Wayback Machine) (engl.) Posjećeno 4. studenog 2011.